# Лучане (Бриње)
Лучане (Лучани) је бивше насељено мјесто у сјеверозападној Лици, у општини Бриње, Личко-сењска жупанија, Република Хрватска.

## Географија
Налази се око 2,5 км западно од Бриња.

## Историја
Насеље је у вријеме Југославије на попису становништва 1961. било у саставу некадашње општине Бриње, а на попису 1971. у саставу некадашње општине Оточац. Касније је припојено насељеном мјесту Брињу.

## Култура

### Парохија Лучани
Парохија Лучани припада Архијерејском намјесништву личком у саставу Епархије Горњокарловачке, Српске православне цркве. Парохију сачињавају: Бриње, Прокике, Добрица, Рајачићи, Рапајин До и Жупањ.

## Становништво
| Лучане             |       |       |       |       |
| година пописа      | 1991. | 1981. | 1971. | 1961. |
| Срби               |       |       |       | 142   |
| Хрвати             |       |       |       | 85    |
| Југословени        |       |       |       | 1     |
| остали и непознато |       |       |       | 1     |
| укупно             | '     | '     | '     | 229   |

| Демографија | Демографија | Демографија |
| Година      | Становника  | Становника  |
| ----------- | ----------- | ----------- |
| 1961.       | 229         |             |

## Знамените личности
- Јосиф (Рајачић), патријарх Српске православне цркве